# شاپرک سیب قهوه‌ای
شاپرک سیب قهوه‌ای (نام علمی: Epiphyas postvittana) نام یک گونه از تیره برگ‌پیچان است.

## نگارخانه

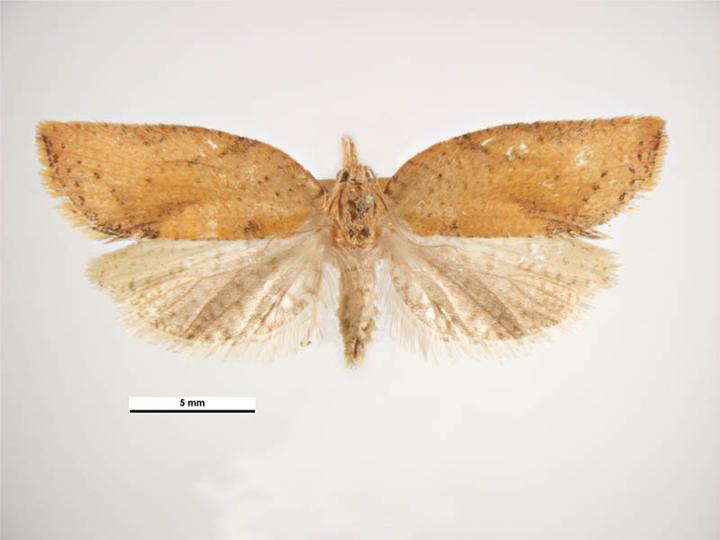
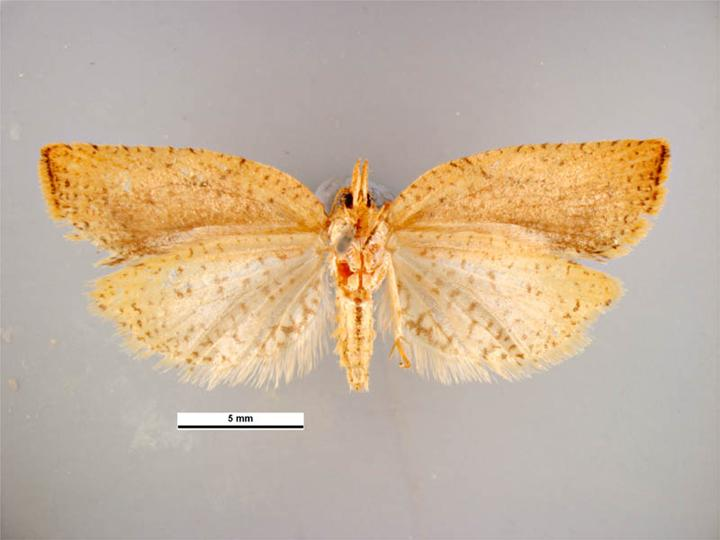
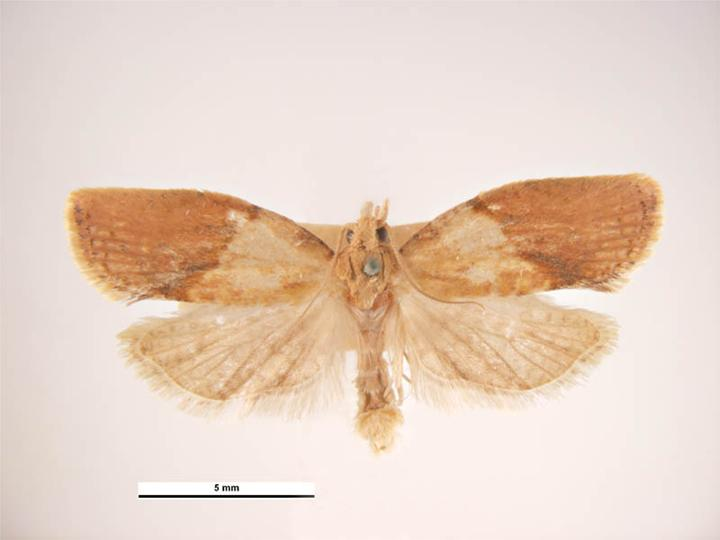
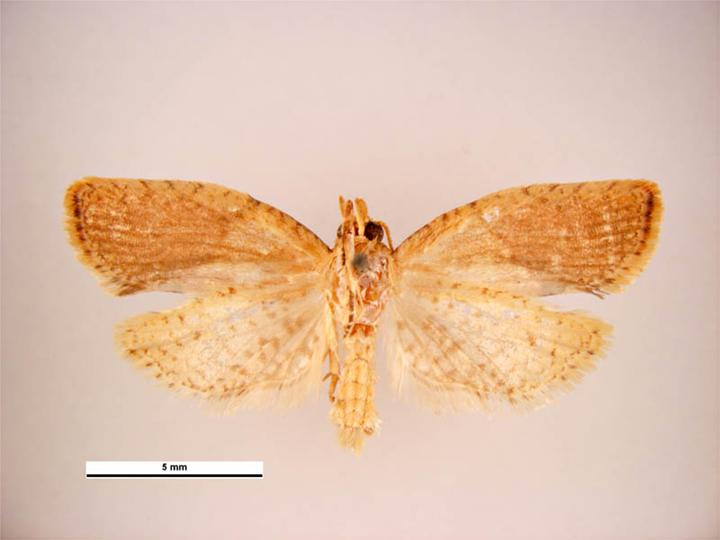